# Doodlakine
Doodlakine is een plaats in de regio Wheatbelt in West-Australië. Het ligt langs de Great Eastern Highway, 220 kilometer ten oosten van Perth, 41 kilometer ten westen van Merredin en 14 kilometer ten oosten van Kellerberrin.

## Geschiedenis
De Njakinjaki Nyungah-Aborigines waren de oorspronkelijke bewoners van de streek ten tijde van de Europese kolonisatie.
In 1864 verdiepte Charles Cooke Hunt een waterput en verstevigde de randen met stenen. Het is onduidelijk of de waterput oorspronkelijk door Hunt werd aangelegd. De waterput werd 'Doodlakine Well' genoemd naar een nabijgelegen rotsformatie die door de Aborigines 'Doodlakine' werd genoemd. Het woord had verschillende schrijfwijzen en de betekenis is niet bekend.
Toen in de jaren 1880 goud werd ontdekt in de streek die de Yilgarn wordt genoemd, legde men een weg aan tussen York en Southern Cross. Er werd hierbij gebruik gemaakt van Hunts oorspronkelijke pad, waterputten en dammen. Postkoetsen die tussen de twee plaatsen opereerden wisselden paarden aan Doodlakine Well. In maart 1891 werd er officieel het plaatsje Doodlakine gesticht. Er werden een postkantoor en een hotel gebouwd en niet veel later een smidse, stallen, een winkel, een zadelmakerij en een bakkerij. De door politie geëscorteerde postkoetsen die goud van de goudvelden naar Perth vervoerden brachten de nacht door in het plaatsje.
De weg was weliswaar een verbetering tegenover Hunts oorspronkelijke pad maar de reis was nog steeds een lastige onderneming. De overheid besloot daarom een spoorweg te laten aanleggen. Op 16 oktober 1893 werd de sectie tussen Northam en Doodlakine geopend. De spoorweg kwam echter 5 kilometer zuidelijker te liggen dan het dorpje. Het oorspronkelijke dorp werd daarom ontmanteld en naar de omgeving van het spoorwegstation verplaatst. De nieuwe dorpslocatie werd in 1899 officieel erkend.
Het Doodlakine Hotel werd in 1907 geopend en verhuisde in 1926 naar een nieuw gebouw. In 1914 werd een nieuw postkantoor gebouwd dat tot 1978 in gebruik zou blijven. In 1963 werd nog een nieuw basisschooltje gebouwd. In maart 1997 brandde het Doodlakine Hotel af.

## 21e eeuw
Doodlakine maakt deel uit van het landbouwdistrict Shire of Kellerberrin. Het is een verzamel- en ophaalpunt voor de oogst van de graanproducenten uit de streek die bij de Co-operative Bulk Handling Group aangesloten zijn.
In 2021 telde Doodlakine 81 inwoners, tegenover 191 in 2006.

## Toerisme
Doodlakine is een plaats langs de Golden Pipeline Heritage Trail, een toeristische autoroute die C.Y. O'Connors 600 kilometer lange waterpijpleiding uit 1903 volgt.
In het dorp is een heritage walk trail naar de Doodlakine Well uitgestippeld.
Op het nabijgelegen Bandee Ski Lake wordt gewaterskied als de waterstand het toelaat.

## Klimaat
Doodlakine kent een koud steppeklimaat, BSk volgens de klimaatclassificatie van Köppen. De gemiddelde jaarlijkse temperatuur bedraagt er 17,8 °C. De gemiddelde jaarlijkse neerslag ligt rond 313 mm.

## Transport
Doodlakine ligt langs de Great Eastern Highway en de Eastern Goldfields Railway. Transwa legt de MerredinLink en The Prospector-treindiensten in. De MerredinLink vervoert reizigers tussen Perth en Merredin, The Prospector tussen Perth en Kalgoorlie. Beide treindiensten houden halt in Doodlakine.

## Varia
Doodlakine zou rond 1900, bij het ontstaan van het gemenebest Australië, zijn voorgesteld als mogelijke hoofdstad van Australië.
Aldersyde · Amery · Ardath · Arthur River · Baandee · Babakin · Badgingarra · Badjaling · Bailup · Bakers Hill · Balkuling · Ballaying · Ballidu · Beacon · Beenong · Beermullah · Bejoording · Belka · Bencubbin · Bendering · Benjaberring · Beverley · Bilbarin · Bindi Bindi · Bindoon · Bodallin · Bolgart · Bonnie Rock · Boolading · Booraan · Brookton · Bruce Rock · Bullaring · Bullfinch · Bulyee · Bungulla · Buntine · Burakin · Burracoppin · Cadoux · Calingiri · Campion · Caraban · Carrabin · Cataby · Cervantes · Chandler · Chittering · Clackline · Cold Harbour · Congelin · Coomberdale · Copley · Corrigin · Cowcowing · Crossman · Cuballing · Culbin · Cunderdin · Dalwallinu · Dandaragan · Dangin · Darkan · Dattening · Dongolocking · Doodlakine · Dowerin · Dudinin · Dumbleyung · Duranillin · Dwarda · Ejanding · Elabbin · Erikin · Gabbin · Gingin · Goomalling ·  Grass Valley · Greenhills · Guilderton · Gwambygine · Harrismith · Highbury · Hines Hill · Holt Rock · Hyden · Jelcobine · Jennacubbine · Jennapullin · Jitarning · Jurien Bay · Kalannie · Karlgarin · Kellerberrin · Kondinin · Kondut · Koojan · Koolyanobbing · Koorda · Korbel · Korrelocking · Kukerin · Kulin · Kulja · Kulyaling · Kunjin · Kununoppin · Kweda · Kwelkan · Kwolyin · Lancelin · Lake Brown · Lake Grace · Lake King · Ledge Point · Manmanning · Marvel Loch · Meckering · Meenaar · Merredin · Miling · Minnivale · Mogumber · Mokine · Moodiarrup · Mooliabeenee · Moora · Moorine Rock · Moorumbine · Moulyinning · Mount Hardey · Mount Kokeby · Mount Walker · Muchea · Mukinbudin · Muntadgin · Nalya · Nangeenan · Narembeen · Narrogin · New Norcia · Newdegate · Nilgen · Nokaning · North Bannister · Northam · Nukarni · Nungarin · Pantapin · Piawaning · Piesseville · Pingaring · Pingelly · Pithara · Popanyinning · Quairading · Quindanning · Regans Ford · Seabird · Shackleton · Southern Cross · Spencers Brook · Tammin · Tincurrin · Toodyay · Trayning · Varley · Wagin · Walebing · Walgoolan · Wandering · Wannamal · Watheroo · Welbungin · West Dale · West Toodyay · Westonia · Wialki · Wickepin · Wilbinga · Williams · Wongan Hills · Woodridge · Wubin · Wundowie · Wyalkatchem · Yealering · Yelbeni · Yellowdine · Yilliminning · Yerecoin · York · Yorkrakine · Yornaning · Yoting · Youndegin